# Wiesbadener Hütte
Wiesbadener Hütte (česky Wiesbadenská chata) je horská chata v rakouských Alpách ve spolkové zemi Vorarlbersko. Po celou dobu existence s několikaletou odmlkou po 2. světové válce je spravována Wiesbadenskou sekcí Německého alpského spolku. Byla postavena v roce 1896 a zásadně rozšířena roku 1903 kvůli velkému zájmu turistů a lyžařů.
Chata nabízí 80 postelí v pokojích a dalších 100 lůžek ve společných noclehárnách. Otevřeno je v zimní i letní sezoně. Přístup vede po cestě sjízdné rolbami a terénními auty, soukromá doprava není povolena.

## Poloha
Chata stojí ve výšce 2443 m n. m. v pohoří Silvretta v údolí Ochsental pod ledovcem Vermuntgletscher a nad přehradní nádrží Silvretta-Stausee v horském sedle Bielerhöhe ve Vorarlbersku v Rakousku.

## Příjezd
- v létě autem nebo autobusem na parkoviště v sedle Bielerhöhe (2037 m n. m.)
- v zimě lanovkou Vermuntbahn a následně autobusem na sedlo Bielerhöhe

## Výstup
- z Bielerhöhe přes zamrzlou hladinu přehrady nebo po okružní cestě a údolím Ochsental 3 hodiny

## Túry, výstupy na vrcholky
- Dreiländerspitze (3197 m) 3 hodiny
- Piz Buin (3128 m) 3-4 hodiny
- Silvrettahorn (3244 m) 3 hodiny

Všechny túry na hlavní hřeben Silvretty vedou po ledovcích.
- přechody na chaty Jamtalhütte (2165 m) a Chamonna Tuoi (2250 m)

## Externí odkazy

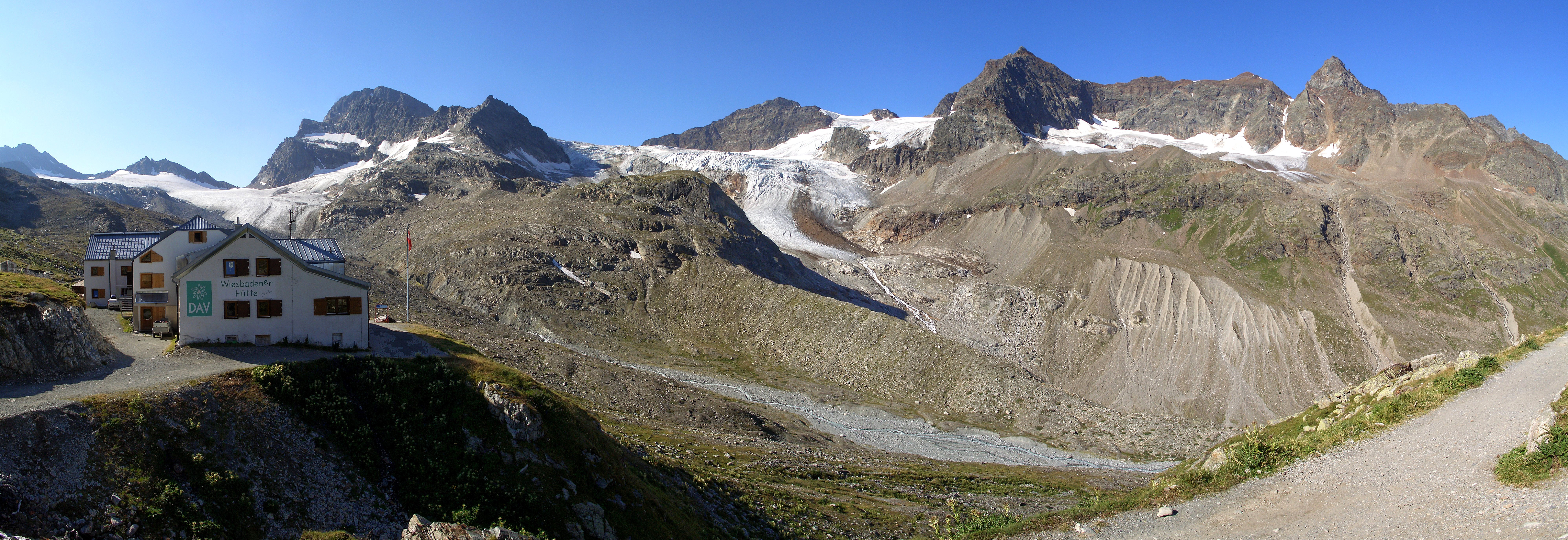